# 芦草沟乡
芦草沟乡，是中华人民共和国新疆维吾尔自治区乌鲁木齐市米东区下辖的一个乡镇级行政单位。

## 行政区划
芦草沟乡下辖以下地区：
集镇区社区、芦草沟村和人民庄子村。